# Kéri Borgia Ferenc
Kéri Borgia Ferenc (Kenézlő, 1702. október 10. – Nagyszombat, 1768. december 1.) jezsuita csillagász, matematikus, klasszika-filológus, egyetemi tanár.

## Életútja
Nemesi családból származott. Tizenhét éves korában lépett a rendbe; a fogadalom letétele után bölcseleti és teológiai doktor lett és a tanári pályára lépett. Szakolcán a görög nyelvet tanította, a Nagyszombati Egyetemen a bölcseletet, később ugyanott a teológiát adta elő. Innen Grazba helyezték át; egy év múlva Bécsbe ment, ahol egy évig tanulmányi felügyelő, a másikban a könyvek cenzora volt. Budán a papnövendékek konviktusának igazgatója és egy év múlva ugyanaz volt Nagyszombatban és Kassán, mire ismét Nagyszombatba került rektornak. A jezsuiták 19. általános gyűlésére a magyarországi összes rendházak részéről Rómába küldetett, ahol Lorenzo Riccit jezsuita generalissá választották. Visszatérve, még három évig viselte a papnövendékek felügyeletét Nagyszombatban.

## Munkássága
Nagyszombatban elsőként foglalkozott csillagászattal 1735–36-ben, még a csillagvizsgáló felállítását megelőzően, műszereit pedig saját kezűleg készítette el. A fizika tárgyköréből való műve közül három mechanikai, egy fénytani vonatkozású. Munkái magas színvonalon foglalkoznak korának fizikával, valamint fellelhető bennünk a kartezianizmus és a newtonianizmus közötti akkoriban folyt eszmei küzdelem nyoma. Ezek a munkák a két szemlélet közti eklektikus álláspontot tükrözik.
Történészként VII. Konstantin, azaz Bíborbanszületett Konstantin császárnak A birodalom kormányzásáról (De Administrando Imperio) írt munkája a magyar őstörténet egyik legfontosabb forrása. A magyarokra vonatkozó információkat a 948-ban Bulcsú harka által vezetett Konstantinápolyban járt magyar küldöttségtől szerezte.
Az európai kultúrkörben a munka Johannes Meursius kiadásai (1611, 1617) alapján vált ismertté, amelynek magyar vonatkozású részeit 1739-ben Kéri Borgia Ferenc tette először közzé.

## Munkái
- Panegyricus S. Ignatio. Tyrnaviae, 1730.
- Immaculata Deiparae conceptio oppugnata illustrior. Uo. 1731.
- Dissertatio astronomica de cometa viso 1729 et 1730. Uo. 1736.
- Epitome historiae Byzantinae seu Imperatorum Orientis e complurimis graecis praesertim scriptoribus concinnata a Contantino M. ad Constantinum ultimum et expugnatam per Trucas Constantinopolim. Uo. 1739-42. Kilencz kötet. (Újabb kiadása Uo. 1744 ívrétben a császári érmek rajzával.)
- Divus Ivo in Academia S. Jesu D. Joannis Baptistae basilica dictione panegyrica celebratus dum I. facultas juridica Divi tutelaris sui honors annuos instauraret, deferente. Uo. 1742.
- Historiae Byzantinae continuatio seu Imperatores ottomanici a capta Constantinopoli cum Epitome principum Turcarum. Uo. 1749. Kilencz kötet. (Újabb kiadása Schmitt Miklós jezsuita által bővítv. Uo. 1760-61. Két ívrétű kötetben.)
- Epistolae S. Augustini S. Hieronymum et ejus Responsoriae cum longa introductione. Graecii, 1744.
- Dissertatio physica de Corpore generatim deque opoosito eidem vacuo. Tyrnaviae. 1752.
- De eligenda sententia inter dissentientes Christiana, auctore Vinc. Lud. Cotti ... cardinali ... 1749. Viennae .
- Dissertato de motu corporum. Tyrnaviae, 1753.
- Dissertatio Physica de causis motuum in corporibus. Uo. 1754.
- Dissertatio de luce ejusque proprietatibus Cassoviae, 1756.